# Audigny
Audigny é uma comuna francesa na região administrativa de Altos da França, no departamento de Aisne. Estende-se por uma área de 10,73 km². Em 2010 a comuna tinha 289 habitantes (densidade: 26,9 hab./km²).